# Доменіко Флабаніко
Доменіко Флабаніко (італ. Domenico Flabanico) — 29-й венеційський дож у 1032—1043 роках.
Походив з роду торгівців, з однієї з давніх трибунських родин. Сам Доменіко займався торгівлею шовком, тобто належав до найбагатшого прошарку купців. Також був значним землевласником. Доменіко Флабаніко був керівником опозиційної «партії» стосовно дожа Оттона Орсеоло.

## Біографія
1026 року був одним з очільників повалення та вигнання дожа Оттона Орсеоло. За його наступника — П'єтро Барболано — обіймав одні з провідних позицій у Венеційському дукаті. 1032 року за відсутності у Венеції Флабаніко прихильники роду Орсеоло змусили зректися посади Барболано, якого заслали до Константинополя. Планувалося повернути до влади Оттона Орсеоло, що на той час мешкав у Константинополі. На цей час регентом дукату став брат Оттона — Орсо Орсеоло, патріарх Гардо. Але невдовзі прийшла звістка про смерть Оттона Орсеоло. Тоді Орсо, що не наважився сам обійняти посаду дожа, висунув на неї свого молодшого брата Доменіко Орсеоло. Останнього оголосили дожем прихильники Орсеоло, але його не затвердили збори знаті та народу, які побоювалися встановлення спадкової монархії Орсеоло у Венеції. Цим скористався популярний Доменіко Флабаніко, якого збори обрали дожем. В результаті Доменіко Орсеоло був дожем близько доби. Він змушений був тікати до Равенни. Його не зараховують до переліку дожів та вважають узурпатором.
Невдовзі Флабаніко здобув підтримку імператора Конрада II, який хотів зруйнувати зміцнення впливу Візантії на Венеційський дукат. Втім лише 1039 року зі сходженням на трон імператора Генріха III почалося зближення позицій Венеції та Священної Римської імперії.
За цим 1032 року було розроблено конституцію, що гарантувала панування закритої групи шляхетних родин. Дожу нав'язувалися двоє консультантів для обмеження його влади. Консультанти складали раду дукату. Практика призначення співдожів, які фактично часто ставали наступниками, була заборонена.
Період правління дожа характеризувався охолодженням стосунків між Візантією і Венецією, що погіршилося на фінансовому становищі дукату. Попри соціальну напруженість у середині держави та боротьбу за владу між партіями, був мирним і стабільним. Здобув від громадян прізвисько лат. prudentissimus vir (наймудріша людина).
За його ініціативи 1040 році у соборі Сан-Марко відбувся важливий провінційний синод місцевих єпископів, під час якого було постановлено, що священників не слід висвячувати до 30 років, а дияконів — до 25 років, якщо на це немає згоди митрополита. Це було зроблено для того, щоби ці посади не обіймали представники знаті для використання надалі з політичною метою. 1041 року дож постановив, що парафія церкви Сан-Тровазо підпорядковується патріархату Градо і єпископії Оліволо.